# Cercocebus torquatus
Cercocebus torquatus (Мангабей червонокапелюшковий) — вид приматів з роду Cercocebus родини мавпові.

## Опис
Довжина голови і тіла самців: 47-67 см, самиць: 45-60 см, хвіст приблизно тої ж довжини, вага самців: 7-12,5 кг, самиць: 5-8 кг. Хутро сіре вгорі, живіт білуватий. У верхній частині голови червонувате волосся. Великі вуха чорнувато виступають на білому комірі. На чорному обличчі також помітні білі повіки. Хвіст темно-сірий.

## Поширення
Країни проживання: Камерун; Екваторіальна Гвінея; Габон; Нігерія. Цей вид можна насамперед знайти у високому лісі, але це також у мангровому, галерейному і болотному лісі. Він також може бути знайдений в молодих вторинних лісах і навколо посівних площ.

## Стиль життя
Ці тварини є денними і тримаються як на землі, так і на деревах. Вони живуть в групах від 10 до 35 тварин. Всеїдні, але в основному їдять фрукти і горіхи. Насіння, листя, інші частини рослин, комах та інших дрібні тварини доповнюють раціон.
Нема фіксованого шлюбного сезону. Після 170-денного вагітності, самиця народжує зазвичай одне дитинча. Воно досягає статевої зрілості в п'ять-сім років.

## Загрози та охорона
Виду загрожує втрата середовища існування та полювання на м'ясо у більшій частині ареалу. У деяких місцях вважається сільськогосподарським шкідником. Цей вид занесений до Додатка II СІТЕС і класу B Африканського Конвенції про збереження природи і природних ресурсів. Цей вид присутній у ряді ПОТ.